# Pachyurus francisci
Pachyurus francisci es una especie de pez de la familia Sciaenidae en el orden de los Perciformes.

## Morfología
• Los machos pueden llegar alcanzar los 29,7 cm de longitud total.

## Hábitat
Es un pez de agua dulce, de clima tropical y bentopelágico.

## Distribución geográfica
Se encuentra en Sudamérica:  cuenca del río São Francisco en Brasil.

## Observaciones
Es inofensivo para los humanos.